# Zhang Jike
Dans ce nom chinois, le nom de famille, Zhang, précède le nom personnel Jike.
Pour les articles homonymes, voir Zhang.
Zhang Jike né le 16 février 1988, est un pongiste chinois. Il s'agit du septième joueur au monde à réaliser le Grand Chelem au tennis de table et n'utilise pas la prise porte plume mais la prise classique de raquette.

## Biographie
Zhang Jike fut, de 2011 à 2014, la star du tennis de table en remportant la majorité des titres mondiaux de cette époque. Il est deux fois champion du monde en simple à  Rotterdam en 2011 ainsi qu'à Paris-Bercy en 2013. Il remporte la médaille d'or en simple aux Jeux olympiques de 2012 à Londres ainsi que 2 coupes du monde (2011, 2014). 
Zhang Jike est surtout connu pour avoir battu de nombreuses fois son compatriote Wang Hao. En effet, il remporte quatre de ses titres en simple en le battant en finale. 
C'est aussi lors de la coupe du monde 2014 à Düsseldorf en Allemagne qu'il devient célèbre en battant son compatriote Ma Long au terme d'un match très intense (4-3). Il célèbre sa victoire en donnant un violent coup de pied dans deux séparations et les casse. À la suite de ce geste, l'ITTF le sanctionne en lui retirant sa prime de victoire d'un montant de 45000$ mais en lui laissant tout de même son second titre après celui de 2011. Zhang Jike a présenté ses excuses.  
Il est aussi champion du monde par équipe en 2010, 2012 et 2014 avec l'équipe de la république populaire de Chine ainsi que quatre fois Vainqueur de la Coupe du monde par équipes (2009, 2010, 2013, 2015). 
Lors de la saison 2009-2010 il était pressenti pour jouer en France en Pro-A dans le club de Levallois.
Il est classé no 4 mondial en mai 2010, et no 5 en août 2010. En juin 2012, il est classé no 1 mondial.
Il est classé 4e mondial au classement ITTF de mai 2013.

## Palmarès
- 2009
  -  Vice-champion du monde en double mixte avec Mu Zi à Yokohama
  -  Demi-finaliste des championnats du monde en double avec Hao Shuai à Yokohama
  -  Vainqueur de la Coupe du monde par équipes à Linz en Autriche

- 2010
  -  Champion du monde de tennis de table par équipes à Moscou
  -  Vainqueur de la Coupe du monde par équipes à Dubai

- 2011
  -  Champion du monde à Rotterdam
  -  Vainqueur de la Coupe du monde en individuel à Paris en France
  -  Demi-finaliste des championnats du monde en double avec Wang Hao à Rotterdam

- 2012
  -  Champion du monde de tennis de table par équipes à Dortmund
  -  Champion olympique en simple à Londres en Grande-Bretagne
  -  Champion olympique par équipes à Londres en Grande-Bretagne

- 2013
  -  Champion du monde à Paris
  -  Vainqueur de la Coupe du monde par équipes à Guangzhou

- 2014
  -  Champion du monde par équipes à Tokyo.
  -  Vainqueur de la Coupe du monde individuel à Düsseldorf

- 2015
  -  Vainqueur de la Coupe du monde par équipes à Guangzhou
  -  Champion du monde en double avec Xu Xin à Suzhou

- 2016
  -  Vice-champion olympique en simple à Rio de Janeiro au Brésil
  -  Champion olympique par équipes à Rio de Janeiro au Brésil